# Zelfstandig naamwoord
Het zelfstandig naamwoord (Romaanse term: nomen of substantief, afkorting znw.) is de woordsoort die wordt gebruikt om in een uitspraak de personen of zaken aan te duiden waar de uitspraak betrekking op heeft, in talen waarin zulke aanduidingen een aparte lexicale categorie (woordsoort) vormen. Dat is in de meeste talen het geval, bijvoorbeeld in de Indo-Europese talen, zoals het Nederlands, Engels, Spaans, Grieks, Russisch en Hindi. De meeste zinnen zijn zulke uitspraken; daarom bevat vrijwel elke zin wel één of meer zelfstandige naamwoorden.
Een zelfstandig naamwoord kan van alles aanduiden: een persoon of voorwerp, maar ook een toestand, handeling of instelling.

## Verdere onderverdeling
Een bijzonder soort zelfstandig naamwoord is de eigennaam, die gebruikt wordt om een bepaalde persoon of zaak mee aan te duiden, bijvoorbeeld André, België, Spar en Wiktionary. Eigennamen worden in veel talen (waaronder het Nederlands) altijd met hoofdletter geschreven.
De overige zelfstandige naamwoorden worden soortnamen genoemd, en met kleine letter geschreven. Ze kunnen telbaar zijn, wat betekent dat er bijvoorbeeld een telwoord voor kan worden geplaatst, of niet-telbaar. Een voorbeeld van niet-telbaar zelfstandig naamwoord is informatie.
Ook worden er nog andere onderverdelingen gemaakt:
- concrete zelfstandige naamwoorden duiden tastbare zaken aan, dat wil zeggen direct zintuiglijk te ervaren. Hieronder vallen
  - stofnamen, bijvoorbeeld suiker, melk, kaas en zand, hebben speciale grammaticale eigenschappen, ze kunnen bijvoorbeeld als niet-telbaar worden gebruikt;
  - voorwerpsnamen, bijvoorbeeld boek of huis
  - collectiva ofwel verzamelnamen, bijvoorbeeld groep, horde, aantal
- abstracte zelfstandige naamwoorden duiden niet-tastbare zaken aan, bijvoorbeeld handelingen of instellingen, en zijn meestal van andere woordsoorten afgeleid

## Zelfstandige naamwoorden in het Nederlands
Vóór een zelfstandig naamwoord kan in het Nederlands, zoals in veel talen, een lidwoord worden geplaatst: de, het of een. Soms kan een zelfstandig naamwoord zowel de als het krijgen.
Een van de eigenschappen van het zelfstandig naamwoord is dat het in veel talen een geslacht ofwel genus heeft. In het Nederlands, dat geen naamvallen van het lidwoord meer kent, wordt voornamelijk nog onderscheid gemaakt tussen commuun genus (de) en onzijdig (het). In de verzorgde schrijftaal komt ook het verschil tussen mannelijke en vrouwelijke de-woorden tot uiting in de vorm van sommige voornaamwoorden.

### Verbuiging
In het dagelijkse Nederlandse taalgebruik komen verbuigingen niet meer voor, behalve in versteende taalvormen als 's nachts, ten dienste van, met mate. In literair taalgebruik komen verbuigingen van het lidwoord nog wel een enkele keer voor.

### Totstandkoming
Voor de totstandkoming van eigennamen zijn vrijwel geen beperkingen. Ze worden bijvoorbeeld
- uit andere talen ontleend; bijvoorbeeld Peter, oorspronkelijk een bijnaam ("de rots" in het Grieks) voor een bepaald persoon.
- door aanpassing uit al bestaande namen of woorden afgeleid; bijvoorbeeld Pim, ontstaan uit Wim omdat kinderen moeite hebben met het uitspreken van de W[2]
- uit al dan niet achteraf bedachte afkortingen samengesteld; bijvoorbeeld de naam van de Spar staat voor Door Eendrachtig Samenwerken Profiteren Allen Regelmatig[3]
- helemaal uit het niets verzonnen, bijvoorbeeld Oibibio, een palindroom zonder verdere betekenis[4]

Ook andere zelfstandige naamwoorden worden vaak uit andere talen ontleend.
Bovendien kunnen eigennamen gemakkelijk in gewone zelfstandige naamwoorden veranderen, zogeheten eponiemen.
Zelfstandige naamwoorden kunnen in het Nederlands heel gemakkelijk worden gevormd door samenstelling, bijvoorbeeld
- uit zelfstandig naamwoord + zelfstandig naamwoord: bv. naamwoord, vaatdoek, hoofdweg, kernraket, rechtsbijstandsverzekering
- uit samengestelde naamwoordelijke groep + zelfstandig naamwoord: bv. kortetermijngeheugen, lange-afstand-wandelpad, langebaanschaatsen
- uit bijvoeglijk naamwoord + zelfstandig naamwoord: bv. hogeschool, Langstraat, grootboek
- uit werkwoord + zelfstandig naamwoord: bv. spaarkaart, vloeipapier, zwijgplicht
- uit een voorzetsel + zelfstandig naamwoord: bv. voordeel, nadeel, tegenpool
- uit een ander soort woorddeel + zelfstandig naamwoord: bv. micro-organisme, antiheld, anti-anti-raket-raket-raket

Er zijn bovendien allerlei meer of minder productieve manieren om uit andere woordsoorten zelfstandige naamwoorden af te leiden, bijvoorbeeld:
- uit werkwoorden:
  - op basis van de werkwoordsstam, een proces dat nominalisatie heet: bijvoorbeeld slag, slacht, nominalisatie, totstandkoming, bedenking, scoringspoging
  - idem, met voorvoegen van ge-, bijvoorbeeld geslacht, gewin, gedoe, geschreeuw
  - idem, door middel van andere aanvoegsels, bijvoorbeeld komst, dienst, winst, bedenksel
  - uit deelwoorden, bijvoorbeeld gedachte, verdachte
  - door toevoeging van -(d)er(d) om de bedrijver van de actie weer te geven, bijvoorbeeld denker, regeerder, hebberd, (top)scoorder
- uit bijvoeglijke naamwoorden:
  - zonder verdere toevoeging, bijvoorbeeld horige
  - door toevoeging van -heid, bijvoorbeeld bijzonderheid, braafheid, welsprekendheid
  - door toevoeging van -de of -te, bijvoorbeeld liefde, warmte, luwte, grootte
  - door toevoeging van -er(d) of -aar(d) om een eigenschap aan iemand toe te kennen: luiaard, snoodaard, gierigaard, gulzigaard, dronkaard
  - hetzelfde, maar met -erik: bloterik, botterik, luierik, gemenerik